# Horezm
Horezm (Hvarizm, Hwarizm, Hwarezm) a fost un vechi stat iranian constituit în sec. VII-VI î.Hr. pe cursul inferior al fluviului Amudaria. La sfârșitul sec. al VI-lea î.Hr., Horezmul a intrat în componența statului persan al dinastiei Ahemenizilor, fiind ulterior cucerit în sec. al VIII-lea, în 712, de arabi. Horezmul a ajuns la apogeul puterii sale ca stat în sec. XI-XIII, când teritoriul i se întindea de la Marea Caspică până la cursul mijlociu și inferior al fluviului Sîrdaria (Sârdaria); în sud, Horezmul cuprindea teritorii ale Afganistanului, Azerbaidjanului, Iranului și Irakului. În 1388 a fost cucerit de Timur Lenk, iar în 1505 a căzut sub stăpânirea hanatului Buharei. Din sec. al XVI-lea s-a mai numit și Hanatul Hivin, întrucât capitala îi fusese mutată la Hiva.
La finele sec. al XVI-lea, Horezmul a devenit stat vasal Rusiei. În 1920 s-a constituit Republica Populară Sovietică Horezm. Ulterior, teritoriul a fost împărțit între republicile (atunci sovietice) Uzbekistan, Turkmenistan, Tadjikistan, Kîrgîzstan și republica autonomă Karakalpakstan.